# Uropterygius fasciolatus
Uropterygius fasciolatus és una espècie de peix de la família dels murènids i de l'ordre dels anguil·liformes.

## Morfologia
Els mascles poden assolir els 53 cm de longitud total.

## Distribució geogràfica
Es troba a Papua Nova Guinea, Palau i Salomó.